# Fate/tiger colosseum
Fate/tiger colosseum (яп. フェイト/タイガーころしあむ, укр. Доля/Тигровий колізей) -— 3D файтинг, заснований на візуальному романі Fate/stay night, який випустили для PlayStation Portable компанії Capcom і cavia.inc. у співпраці з TYPE-MOON. Персонажі створені в супердеформованому стилі.
Продовження гри, Fate/tiger colosseum UPPER, випущене 28 серпня 2008 р.

## Персонажі
Грабельними персонажами є Арчер, Тосака Рін, Емія Сіро, Мато Сакура, Сейбер і Фудзімура Тайга (в грі під прізвиськом «Тигр» (англ. Tiger)). В історії з'являються всі Слуги, з якими боролася Сейбер. Також в ролі грабельних персонажів з'являються головні герої Fate/hollow ataraxia — Базетт Фрага МакРемітц і Карен Ортензія. Бонусний герой з'являється як доповнення до списку персонажів. Цей герой виглядає як Сейбер, одягнена в костюм лева (її улюблена тварина), що тримає меч Екскалібур. У трейлері все, що вона каже — «Гао Гао Гао!» (звук, що імітує рик лева).
Список персонажів Fate/tiger colosseum: Емія Сіро, Сейбер, Тосака Рін, Арчер, Мато Сакура, Мато Сіндзі, Райдер, Іліясвіль фон Айнцберн, Берсеркер, Кузукі Соічіро, Кастер, Ассасин, Лансер, Котоміне Кірей, Гільгамеш, Темна Сакура, Темна Сейбер, Істинний Ассасин, Базетт Фрага МакРемітц, Карен Ортензія, Фудзімура Тайга, Сейбер-Лев (Сейбер в костюмі Лева).
Список персонажів Fate/tiger colosseum UPPER: Емія Кіріцугу, Айрісвіль фон Айнцберн, Евенджер, Неко-Арк, Калейдо Рубі, Фантаз-Мун, Калейдожезл Рубі/Меджікал Ембер, Меджікал Карен.

## Критика
Fate/tiger colosseum стала 4-ю в списку найпопулярніших ігор під час тижня релізу в Японії за даними джерел із Media Create Weekly Ranking, продали усього 54 880 копій. Потім гра піднялася на 3 місце з 64 530 проданими копіями.
Гра отримала рейтинг 70/70/70/60 від Dengeki і 25 з 40 (7/6/6/6) від Famitsu.